# Paragnetina kansensis
Paragnetina kansensis is een steenvlieg uit de familie borstelsteenvliegen (Perlidae). De wetenschappelijke naam van de soort is voor het eerst geldig gepubliceerd in 1905 door Banks.
De soort komt voor in de Verenigde Staten.